# Belgiens Socialistiska Parti
Belgiens Socialistiska Parti, de Belgische Socialistische Partij (BSP) var ett belgiskt politiskt parti som existerade mellan 1879 och 1885.
BSP bildades 1879 genom samgående mellan det Flamländska Socialistiska Arbetarpartiet (VSP) och Parti Socialiste Brabançon.
1885 gick BSP samman med åtta andra grupper och bildade det Belgiska Arbetarepartiet.